# Phlogophora isoscelata
Phlogophora isoscelata là một loài bướm đêm trong họ Noctuidae.